# Schönkahler
Schönkahler är ett berg i Österrike.   Det ligger på gränsen till Tyskland i distriktet Reutte och förbundslandet Tyrolen, i den västra delen av landet, 400 km väster om huvudstaden Wien. Toppen på Schönkahler är 1 688 meter över havet, eller 304 meter över den omgivande terrängen. Bredden vid basen är 3,3 km. Schönkahler ingår i Tannheimer Berge.
Terrängen runt Schönkahler är kuperad norrut, men söderut är den bergig. Runt Schönkahler är det ganska glesbefolkat, med 26 invånare per kvadratkilometer.. Närmaste större samhälle är Reutte, 18,2 km öster om Schönkahler. 
I omgivningarna runt Schönkahler växer i huvudsak blandskog.